# Ishihara Jun
Pour les articles homonymes, voir Ishihara.
Ishihara Jun (石原 純, Ishiwara/Ishihara Atsushi/Jun), (15 janvier 1881 Tokyo, 19 janvier 1947) est un physicien japonais.
Il a été élève de Hantaro Nagaoka, à l'université de Tokyo, a étudié, de 1912 à 1914, avec entre autres Albert Einstein, à Berlin, puis auprès d'Arnold Sommerfeld, à Munich, et est devenu, en 1911, professeur de physique à l'université du Tōhoku nouvellement créée.
Il est également l'un des premiers physicien théorique majeur du Japon et travaille, notamment, dans les domaines de la théorie quantique, de la physique nucléaire et de la théorie de la relativité. Il fait la connaissance d'Einstein, à Berlin, en 1912, et l'accompagne dans sa tournée de conférences au Japon, en 1922, notamment en tant qu'interprète. Il est coauteur d'un dictionnaire japonais de physique et de chimie.
Il est aussi moraliste et poète, compose des poèmes waka et tanka et fait partie des auteurs du journal Araragi.
Il obtient en 1919 le prix de l'Académie impériale des sciences, pour ses recherches en physique.